# Thelidiella
Thelidiella — рід грибів. Назва вперше опублікована 1933 року.

## Класифікація
До роду Thelidiella відносять 1 вид:
- Thelidiella blastenicola